# Scott Neal
Scott Neal (Islington, Londres, 10 de junho de 1978) é um actor britânico.

## Carreira
Scott Neal, entrou para a Anna Scher Theatre School em 1989, tendo a sua estreia sido feita através da estação de televisão britânica, Channel 4. Após o seu
período inicial de carreira, Scott Neal, habituou os telespectadores britânicos com a sua presença regular na série de drama policial, The Bill. Em The Bill, Scott Neal, interpretou a personagem PC Lukas Ashton, um personagem que estava prestes a descobrir a sua verdadeira identidade sexual, em conjunto com o seu sargento Craig Gilmore, interpretado por Hywel Simons. Os dois actores partilharam o primeiro beijo gay romântico entre policias na televisão britânica Independent Television, no episódio 37 da série, a 22 de Agosto de 2002. É de realçar que a cena protagonizada pelos dois actores recebeu 160 queixas.
O actor também é bastante reconhecido por ter protagonizado a personagem Ste Pearce, em 1996 no filme Beautiful Thing. Scott interpretou um adolescente que sofria maus tratos por parte do pai e do irmão mais velho. Posteriormente, Ste, se apaixonou pelo seu vizinho Jamie Gangel, interpretado por Glen Berry. Scott Neal é novamente destaque quando interpreta Charlie, o personagem principal masculino em A Experiência das Maravilhas, no ano de 2002.
Em 2010, Scott Neal, foi lançado pelo ex-productor executivo The Bill, Paul Marquess, em Hollyoaks.

## Filmografia
| Ano         | Filme / Série                                     | Personagem interpretada                 |
| ----------- | ------------------------------------------------- | --------------------------------------- |
| 2010        | Hollyoaks                                         | Trevor (aka Alphonse)                   |
| 2010        | Emmerdale                                         | Aaron Livesy 's solicitor (2 episódios) |
| 2010        | Nós precisamos falar sobre Kieran (-pós-produção) | Alistair                                |
| 2008        | Emmerdale                                         | Bob Hope 's Advogado (1 episódio)       |
| 2006        | Tug of War                                        | Max                                     |
| 2002-2003   | The Bill                                          | PC Ashton Lucas                         |
| 2002        | A Experiência das maravilhas                      | Charlie                                 |
| 2001        | London's Burning                                  | 5 episódios, Lucas Jones                |
| 1997 - 1999 | The Bill                                          | PC Ashton Lucas                         |
| 1996        | Beautiful Thing                                   | Ste Pearce                              |
| 1996        | The Bill                                          | Ryan Keating                            |
| 1995        | London's Burning                                  | Neil                                    |
| 1995        | The Bill                                          | Carl Simms                              |
| 1995        | The Smiths                                        | Wayne Smith                             |
| 1995        | Bramwell                                          | Wilf (1 episódio)                       |
| 1995        | Prime Suspect: Scent of Darkness                  | Geoff                                   |
| 1991        | The Listening                                     | -                                       |